# Christian Keller (Schwimmer)

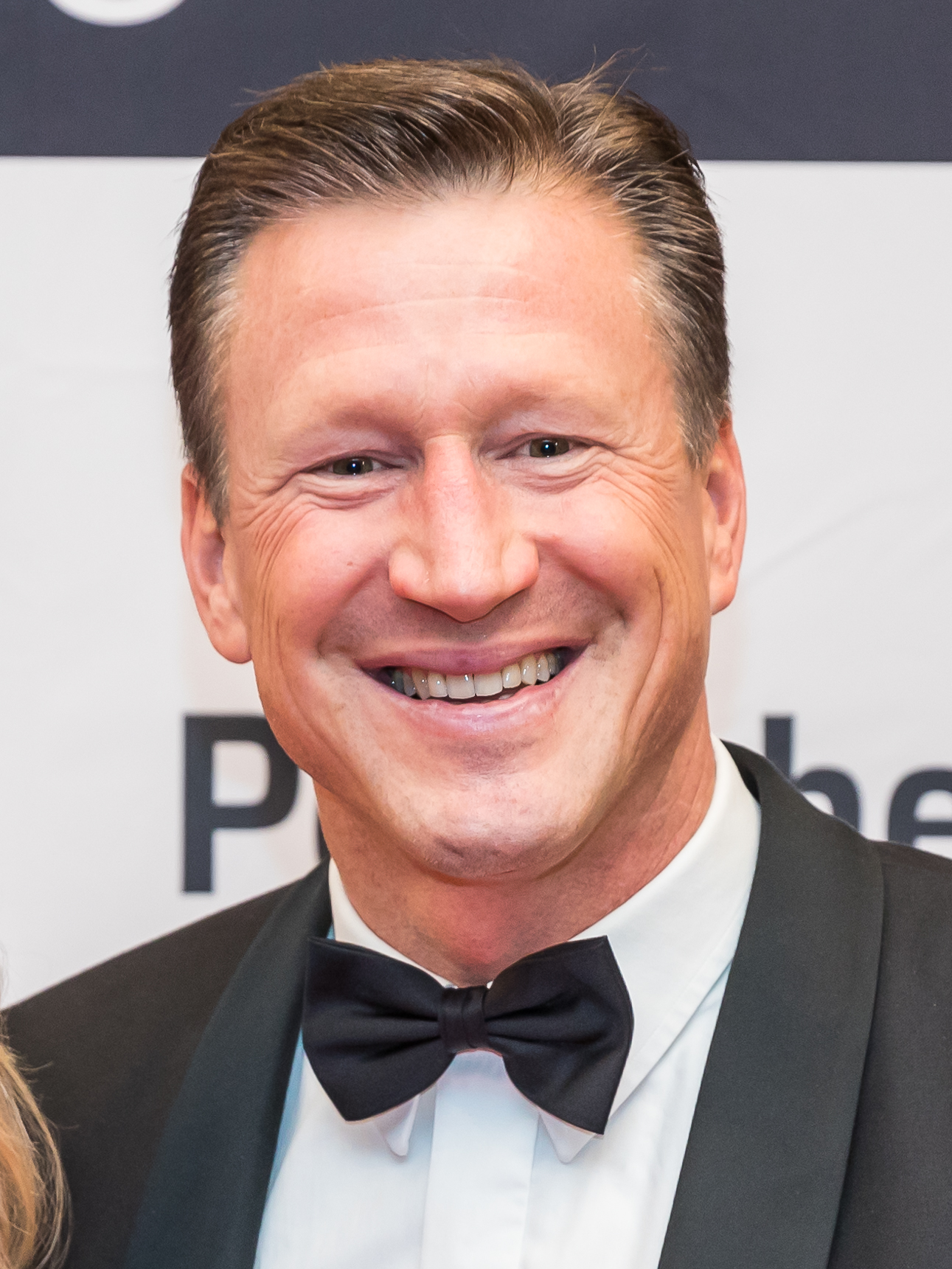
Christian Keller (2018)

Christian Keller (* 3. August 1972 in Essen) ist ein ehemaliger deutscher Schwimmer, der an vier Olympischen Spielen teilnahm und bei den Olympischen Spielen 1996 eine Bronzemedaille gewann.

## Leben
Christian Keller trat für die SG Essen an. 1988 wurde Keller Junioreneuropameister über 200 Meter Schmetterling, 1989 gewann er den Juniorentitel über 200 Meter Freistil und 200 Meter Lagen. 1991 gewann er seine ersten beiden Meistertitel in der Erwachsenenklasse. Insgesamt gewann Keller von 1991 bis 2004 35 Meistertitel, davon allein 9 auf der 200-Meter-Lagenstrecke und 5 über 100 Meter Schmetterling.
Mit seinen ersten Meistertiteln qualifizierte sich Keller für die Europameisterschaften 1991. Dort belegte er den vierten Platz über 200 Meter Lagen und gewann seine erste internationale Medaille mit der 4-mal-200-Meter-Freistilstaffel. Bei den Olympischen Spielen 1992 in Barcelona belegte er mit der Lagenstaffel den vierten Platz, über 200 Meter Freistil erreichte er das B-Finale.
1993 gewann Keller bei den Kurzbahnweltmeisterschaften die 200-Meter-Lagenstrecke und holte über 200 Meter Schmetterling und mit der 4-mal-200-Meter-Freistilstaffel die Silbermedaille. Bei den Europameisterschaften auf der 50-Meter-Bahn in Sheffield erreichte Keller auf der 200-Meter-Lagenstrecke den dritten Platz und erhielt dafür seine erste Europameisterschafts-Einzelmedaille. Bei den Weltmeisterschaften 1994 gewann Keller eine Bronzemedaille mit der 4-mal-200-Meter-Staffel.
1995 erschwamm er mit der 4-mal-200-Meter-Staffel bei der Europameisterschaft Gold und holte erneut Bronze über 200 Meter Lagen. Bei den Olympischen Spielen in Atlanta belegte er den neunten Platz auf der Lagenstrecke, gewann aber mit der 200-Meter-Freistilstaffel Bronze.
Auch in den folgenden Jahren war Keller bei nahezu jeden internationalen Meisterschaften erfolgreich. 1999 in Istanbul gewann er mit der 4-mal-200-Meter-Freistilstaffel sein zweites Europameisterschaftsgold. Bei seiner dritten Olympiateilnahme 2000 in Sydney erreichte Keller endlich auch ein Einzelfinale und wurde Sechster über 200 Meter Lagen. 2003 gewann Keller seine zweite Weltmeisterschaftsmedaille und 2004 nahm er in Athen zum vierten Mal an Olympischen Spielen teil und wurde noch einmal Sechster mit der 4-mal-200-Meter-Staffel.
2013 war Keller Jurymitglied bei der RTL-Show Die Pool Champions - Promis Unter Wasser.

## Erfolge
- Europameisterschaften 1991 in Athen
  - Bronze über 4 × 200 Meter Freistil mit Steffen Zesner, Uwe Daßler, Keller und Jörg Hoffmann
- Europameisterschaft 1993 in Sheffield
  - Silber über 4 × 200 Meter Freistil mit Jörg Hoffmann, Christian Tröger, Keller und Steffen Zesner
  - Bronze über 200 Meter Lagen
- Weltmeisterschaften 1994 in Rom
  - Bronze über 4 × 200 Meter Freistil Andreas Szigat, Keller, Oliver Lampe und Steffen Zesner
- Europameisterschaften 1995 in Wien
  - Gold über 4 × 200 Meter Freistil mit Keller, Oliver Lampe, Torsten Spanneberg und Steffen Zesner
  - Silber über 4 × 100 Meter Freistil mit Christian Tröger, Keller, Torsten Spanneberg und Björn Zikarsky
  - Bronze über 200 Meter Lagen
- Olympische Sommerspiele 1996 in Atlanta
  - Bronze über 4 × 200 Meter Freistil mit Aimo Heilmann, Keller, Christian Tröger und Steffen Zesner
- Europameisterschaften 1997 in Sevilla
  - Bronze über 4 × 200 Meter Freistil mit Lars Conrad, Keller, Stefan Pohl und Steffen Zesner
- Europameisterschaften 1999 in Istanbul
  - Gold über 4 × 200 Meter Freistil mit Keller, Stefan Pohl, Lars Conrad und Michael Kiedel
  - Silber über 4 × 100 Meter Lagen mit Stev Theloke, Mark Warnecke, Christian und Christian Tröger
  - Bronze über 4 × 100 Meter Freistil mit Keller, Lars Merseburg, Christian Tröger und Lars Conrad
- Europameisterschaften 2000 in Helsinki
  - Silber über 200 Meter Lagen
  - Silber über 4 × 200 Meter Freistil mit Michael Kiedel, Keller, Stefan Herbst und Stefan Pohl
- Weltmeisterschaften 2003
  - Bronze über 4 × 200 Meter Freistil mit Johannes Österling, Lars Conrad, Stefan Herbst und Keller

- Weltcup
  - Sieger 1993, 1994, 1995, 1998, 1999, 2000, 2001, 2004

## Ehrenamt
Seit 2005 engagiert sich Christian Keller als Kuratoriumsmitglied für die Ziele der in Köln ansässigen nordrhein-westfälischen Stiftung zur Nachwuchsförderung im Leistungssport, kurz: Sportstiftung NRW.